# Latrobea diosmifolia
Latrobea diosmifolia är en ärtväxtart som först beskrevs av George Bentham, och fick sitt nu gällande namn av George Bentham. Latrobea diosmifolia ingår i släktet Latrobea och familjen ärtväxter. Inga underarter finns listade i Catalogue of Life.